# Petr Grulich (historik)
Petr Grulich (* 4. února 1973, Pardubice) je český historik a vysokoškolský pedagog, v letech 2006 až 2012 děkan FF UHK a od roku 2017 ředitel Muzea východních Čech v Hradci Králové.
Byl či je členem vědeckých rad vysokých škol a vědeckých časopisů. 

## Životopis

### Mládí a studia
Petr Grulich se narodil 4. února 1973 v Pardubicích. V letech 1987 až 1991 absolvoval obor strojírenská technologie na Střední průmyslové škole v Hradci Králové. Poté pokračoval na Pedagogické fakultě Vysoké školy pedagogické v Hradci Králové (dnes Univerzita Hradec Králové), obor občanská výchova a dějepis. 
Po získání magisterského titulu v roce 1998 pracoval jako samostatný odborný archivář ve Státním okresním archivu v Hradci Králové. Zde působil až do roku 2001, ve stejném roce získal titul Ph.D. v oboru české a československé dějiny.
V letech 1992 až 2003 působil též jako průvodce. 

### Kariéra

#### Vysokoškolský pracovník
V roce 2001 spoluzakládal archiv Univerzity Hradec Králové, jehož byl až do roku 2006 ředitelem. Na UHK též pracoval jako technicky-hospodářský pracovník. Po vzniku Filozofické fakulty UHK nejprve působil jako proděkan pro studium a informatiku (2005 až 2006), v roce 2006 se stal jejím prvním řádně zvoleným děkanem. Zvolen byl i ve druhém funkčním období a funkci zastával až do roku 2012. V roce 2008 se připojil k apelu iniciativy děkanů filozofických fakult České republiky v souvislosti s návrhem rozpočtu na rok 2009. Poté zastával funkci prorektora UHK pro vnitřní záležitosti. Roku 2015 se habilitoval (titul docent) na Univerzitě Pardubice v oboru české a československé dějiny. V roce 2016 se ucházel o místo rektora Univerzity Hradec Králové, odstoupil však v prvním kole volby a rektorem byl zvolen Kamil Kuča.
Je členem vědecké rady Filozofické fakulty Univerzity Karlovy v Praze. V letech 2012 až 2017 byl členem správní rady Archeoparku Všestary.

#### Ředitel Muzea východních Čech
Poté, co byla v červenci 2017 odvolána tehdejší ředitelka Muzea východních Čech v Hradci Králové Naďa Machková Prajzová, se jako jeden ze sedmi uchazečů přihlásil do výběrového řízení na tuto pozici. Na podzim 2017 byl hodnotící komisí v rámci výběrového řízení se dvěma anonymizovanými posudky na každou koncepci na post ředitele vybrán a krajské radě doporučen ke jmenování právě Petr Grulich. Česká televize týden před tím, než měli krajští radní nového ředitele jmenovat, zveřejnila, že jím bude právě Petr Grulich. To se nelíbilo některým neúspěšným kandidátům. Zasedání rady kvůli mediální situaci odložilo bod programu se jmenováním o týden. Navíc na mimořádné jednání pozvalo na pohovor nejen Grulicha, ale i druhé nejvíce úspěšného kandidáta z původního řízení. Grulich vyhrál i tento pohovor, a byl tak jmenován na zasedání 23. října. Na pozici nastoupil od 1. listopadu 2017, a to na funkční období šesti let.

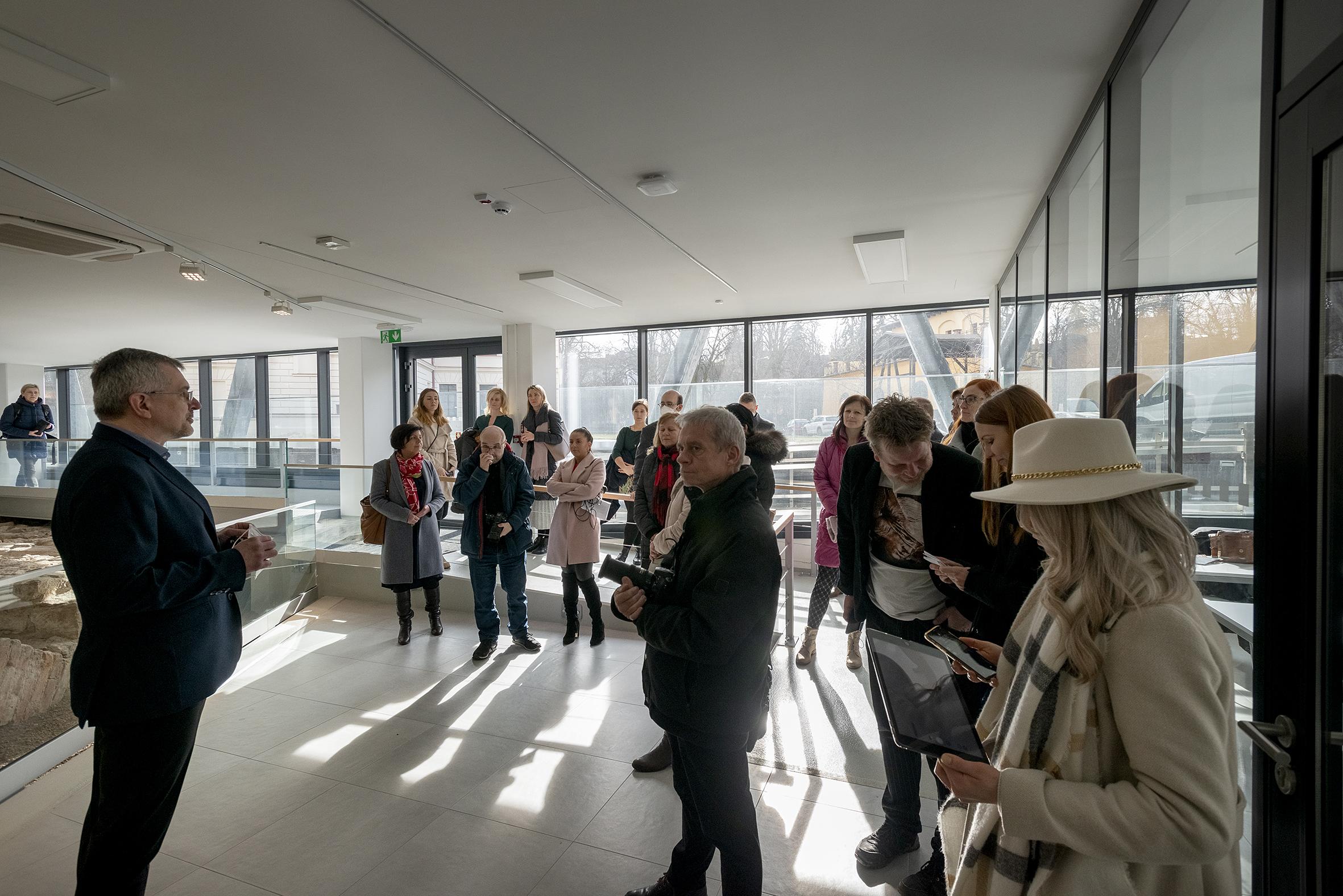
Petr Grulich (vlevo) při slavnostním otevření budovy muzea v areálu Gayerových kasáren

Za jeho působení došlo k dlouhodobě plánované rekonstrukci historické budovy muzea (otevřeno 2019) a rekonstrukci budovy v areálu někdejších Gayerových kasáren (otevřeno 2022). Jako autor je podepsán pod leteckou výstavou "Já, UPÍR, přistání povoluji!".
V roce 2021 zaslal ministru kultury Lubomíru Zaorálkovi otevřený dopis, ve kterém kritizoval zákaz adventních trhů během pandemie covidu-19. Poukazoval zejména na to, že se organizátoři o zákazu dozvěděli často s předstihem několika hodin a že zákaz likviduje české kulturní dědictví.
Je členem vědecké rady Národního muzea v přírodě – Muzea v přírodě Vysočina, rady pro výstavní činnost Národního muzea v Praze i Rady pro výzkum, vývoj a inovace Královéhradeckého kraje. Působí v redakčních radách několika časopisů (Historia Aperta, Královéhradecko a Památky).

#### Komunální volby
V komunálních volbách 2018 kandidoval jako nestraník na sedmém místě kandidátky Koalice pro Pardubice, zastupitelem se však nestal.

## Dílo
Petr Grulich se zaměřuje zejména na české a československé hospodářské a správní dějiny 19. a 20. století, historickou geografii a digitální technologie v historických vědách. Je autorem dvou monografií a na dalších dvou se podílel jako spoluautor. V dalších šesti monografiích je autorem kapitoly.
Za Univerzitu Hradec Králové byl hlavním řešitelem projektu Věnná města českých královen (Živá součást historického vědomí a její podpora nástroji historické geografie, virtuální reality a kyberprostoru).

#### Knižní monografie
- BERAN, Z. – GRULICH, P. – MUSIL, F. – POLEHLA, P. – SEMOTANOVÁ, E. – ŠANDERA, M. – VOJTÍŠEK, J. –VOJTÍŠKOVÁ, J. – ŽEMLIČKA, J.: Věnná města českých královen. Praha, Historický ústav AV ČR, 2022.
- BLÁHA, R. - BERAN, Z. – GRULICH, P. – MUSIL, F. – POLEHLA, P. – SEMOTANOVÁ, E. – ŠANDERA, M. – VOJTÍŠEK, J. –VOJTÍŠKOVÁ, J. – ŽEMLIČKA, J.: Atlas of the Dowry Towns of Bohemian Queens. Praha, Historický ústav AV ČR, 2022.
- HORKÝ, R. – GRULICH, P. – POSPÍŠILOVÁ, J.: Meziválečný salon republiky (1918–1938). In: kolektiv autorů: Hradec Králové. Praha, Nakladatelství Lidové noviny 2017, s. 441–502.
- GRULICH, P.: Hospodářský vývoj Skutče 1860–1948. In: Voráček, E. a kol: Dějiny Skutče. Pardubice, R. Drahný 2011, s. 195–218.
- GRULICH, P.: Obchodní a živnostenská komora Hradec Králové 1910–1949. (Protektor hospodářských a nacionálně politických zájmů českých podnikatelů na severovýchodě Čech.) Praha, Scriptorium 2005.[18]
- GRULICH, P.: Nasavrcko. In: kol.: Historie a současnost podnikání na Chrudimsku. Žehušice, 2004, s. 99–117.
- GRULICH, P.: Část Vysokomýtska, Třemošnicko, Prachovisko, Ronovsko. In: kol.: Historie a současnost podnikání na Chrudimsku. Žehušice, 2004, s. 137–146.[19]
- GRULICH, P.: Obchodní a živnostenské komory 1918–1938. (Nepodařená reforma československé hospodářské správy a samosprávy.) Dissertationes Historicae 10/2004. Hradec Králové, Gaudeamus 2004.
- Kol.: Historický atlas měst České republiky. Svazek č. 13, Chrudim. Praha, Historický ústav AV ČR 2003, 26 s. A3, 39 map s popisem.

#### Články v odborných časopisech a sbornících
- GRULICH, P.: České Pojizeří. Příběh velké regionální nacionálně‑ekonomické myšlenky nebo lokální řevnivosti mezi Hradcem Králové a Mladou Boleslaví na konci 19. a poč. 20. století? Východočeské listy historické 44/2020, s. 39–60.
- GRULICH, P.: Titul královské věnné město a jeho užívání na konci 19. a na počátku 20. století. Královéhradecko 10/2019, s. 35–60.
- GRULICH, P.: Příběh jedné pamětní desky aneb sídlo hradecké četnické pátračky. Královéhradecko 9/2017, s. 161–177.
- GRULICH, P.: Кибер-архивист - специфическая часть будущего в архивистике и образовании архивистов. Historical and cultural heritage: preservation, access, use. The collection of scientific papers. Kyjev 2017, s. 75–80.
- HORÁČKOVÁ, K. – HRSTKA, Z. – GRULICH, P. – HLAVÁČKOVÁ, E.: Infekční choroby a laboratorní diagnostika v podmínkách židovského ghetta Terezín. Epidemiologie, mikrobiologie, imunologie, 1/2017, s. 8-14.
- GRULICH, P. – Borkovcová, M.: Web applications security in the field of archiving. Innovation Management and Sustainable Economic Competitive Advantage: From Regional Development to Global Growth, Madrid, 2015, s. 2746-2754.
- GRULICH, P. – Borkovcová, M.: Continuous Care of a Digital Archive – Theses. 25th conference International Business Information Management Association (IBIMA), Conference proceedings, Amsterodam, 2015, s. 2868–2876.
- GRULICH, P. – Borkovcová, M.: Digitizing and Electronic Documents in Archiving. 25th conference International Business Information Management Association (IBIMA), Conference proceedings, Amsterodam, 2015, s. 2837–2844.
- GRULICH, P.: Četnictvo v Hradci Králové: Úvod do jeho struktury ve třicátých letech 20. století. Theatrum historiae 15/2014. Pardubice, Univerzita Pardubice, 2014, s. 135–162.
- GRULICH, P.: Vysokoškolské vzdělávání archivářů (nejen) v Hradci Králové včera, dnes a zítra. Ad honorem VN. Hradec Králové, Česká archivní společnost – Pavel Mervart 2015, s. 35-40.
- GRULICH, P.: Výpočetní technika ve výuce archivnictví. Archivní časopis. Supplementum. Praha, MV ČR 2014, s. 210–215, ISSN 0004-0398.
- GRULICH, P.: František Ulrich a podnikatelé východních Čech. Královéhradecko 7–2010. Hradec Králové, SOA Zámrsk 2010, s. 99–107.
- GRULICH, P.: Obchodní a živnostenská komora v Hradci Králové – oříšek česko-německých vztahů? O hospodářskou národní državu. Úvahy a stati o moderním českém a německém nacionalismu v českých zemích. Acta Universitatis Carolinae – Philosophica et Historica 1/2005. Praha, Karolinum 2009, s. 189–193.
- GRULICH, P.: Digitální archiválie a dnešní společnost. Mezi Hradcem Králové a Plzní. Východočech na českých univerzitách. Ústí n. O., Oftis 2007, s. 55–60.
- GRULICH, P.: Československé obchodní a živnostenské komory v době hospodářské krize 30. let. In: České, slovenské a československé dějiny 20. století. 2, 2007. Ústí nad Orlicí, Oftis, 2007 s. 52–57.
- BUDÍNSKÝ, L. – KRKOŠKOVÁ, J. – SKLENÁŘOVÁ, S. – GRULICH, P.: Příklady současných provozovaných systémů v ČR a jejich evidence. Digitální knihovny: provoz a budování. Sborník konference EUNIS-CZ. Hradec Králové, Gaudeamus, 2006, s. 13–21.
- GRULICH, P.: Vysokoškolské kvalifikační práce jako specifický typ archiválie a jejich digitalizace na Univerzitě Hradec Králové. Sborník z 11. celostátní konference archivářů ČR, Chrudim 2005. Praha, Národní archiv 2006.
- GRULICH, P.: Obchodní a živnostenská komora v Hradci Králové a její budova. Královéhradecko 1–2004. Hradec Králové, SOkA 2004, s. 61–70.
- GRULICH, P.: Zámečnictví Rudolf Beer a jeho majitel. (Zapomenutý střípek do mozaiky renomovaných královéhradeckých podnikatelů doby první republiky.) Dissertationes historicae 7/2002. Vladimír Wolf et Opera Corcontica, UHK 2002, s. 140–144.
- GRULICH, P.: Postátnění Obchodní, živnostenské a průmyslové ústředny v Hradci Králové. Podnikání a podnikatelé v dějinách východních Čech. Sborník z vědecké konference. Hradec Králové 2002, s. 133–142.
- GRULICH, P.: K základním problémům reformy československých obchodních a živnostenských komor za první (a druhé) republiky. Východočeské listy historické č. 17–18. Hradec Králové 2001, s. 387–392.
- GRULICH, P.: Rudolf Machač – ředitel Agrární záložny v Hradci Králové. K úloze a významu agrárního hnutí v českých a československých dějinách. Praha, Karolinum 2001, s. 237–241.
- GRULICH, P.: Reforma systému obchodních a živnostenských komor v ČSR 1918–1938. Československo 1918–1938. Osudy demokracie ve střední Evropě. Sborník z mezinárodní vědecké konference. Sv. 1. Praha, AV ČR 1999, s. 359–362.
- GRULICH, P.: Československý legionář plukovník Bohumil Jan Šrámek. Východočeské listy historické, 13–14.  Hradec Králové 1998, s. 87–107.
- GRULICH, P.: Obchodní a živnostenská komora pro Podkarpatskou Rus. Podkarpatská Rus a Československo 1919–1938. Sborník z mezinárodní vědecké konference. Hradec Králové 1997, s. 29–34.
- GRULICH, P.: Město Chrudim a sídlo obchodní a živnostenské komory. Chrudimský vlastivědný sborník. Chrudim, Okresní muzeum 1997, s. 75–94.